# Michael Ponti
Michael Ponti   (Friburg de Brisgòvia, 29 d'octubre de 1937 - Garmisch-Partenkirchen, 17 d'octubre de 2022) va ser un pianista clàssic alemany. Va ser el primer a gravar les obres completes per a piano de Txaikovski, Rakhmàninov i Skriabin. Va fer més de 80 enregistraments, una cinquantena de concerts del període romàntic, sovint l'únic enregistrament d'aquestes obres en aquell moment. Va tocar i gravar música de cambra amb el seu trio Ponti-Zimansky-Polasek.

## Biografia
Ponti va néixer a Friburg de Brisgòvia; el seu pare era un diplomàtic estatunidrnc i la seva mare alemanya més tard es va convertir en ciutadana nord-americana. Va viure als Estats Units la major part de la seva infància i joventut. Mentre encara anava a l'escola a Washington, DC, va rebre lliçons de piano durant deu anys, set d'elles amb Gilmour McDonald, que havia estudiat amb Leopold Godowsky. Als onze anys, va tocar de memòria les dues parts d'El clavecí ben temprat en quatre recitals al YMCA de Washington.
La família va tornar a Alemanya el 1955. Ponti va estudiar a la Musikhochschule de Frankfurt fins a 1961, amb Erich Flinsch, que havia estat alumne i ajudant d’Emil von Sauer. Va fer classes magistrals amb Arthur Rubinstein i Robert Casadesus.
El 1964, Ponti va ser finalista del Concurs Reina Elisabeth, i va guanyar el primer premi al Concurs de Piano Busoni a Itàlia, que va obrir el camí a una carrera internacional. Poc després, va debutar a Viena interpretant el 2n Concert per a piano de Bartók, amb Wolfgang Sawallisch a la direcció. Per al seu debut oficial a Nova York, va tocar un recital a l’Alice Tully Hall el març de 1972, i va recordar:
| « | Vaig començar amb Beethoven Op. 2 núm. 1, després la sonata en sol major de Txaikovski, els tres preludis més durs de Rakhmàninov inclòs el mi menor gran, tots dos llibres de Brahms-Paganini, la sonata en sol sostingut de SKriabin, Petrushka i després nou bis. Vaig demanar al públic que escollissin qualsevol d'una llista de 54. Vaig acabar amb la 5a Sonata de Skriabin. Ja era mitjanit quan tots en teníem prou | » |

El 1976, Iain Hamilton li va compondre una sonata per a piano. Ponti va tocar amb orquestres com l'Orquestra de la Suisse Romande, la Filharmònica de Buenos Aires, la Bamberger Symphoniker i l’Accademia Nazionale di Santa Cecilia, i amb directors com Sixten Ehrling, Stanisław Skrowaczewski i Georg Solti. Va fer nombroses gires per Europa, Egipte, Japó i Amèrica del Sud. El 1974 va fer una gira pel Sud d'Àfrica i el 1977 a Austràlia. El 1977, va fundar el seu propi trio, amb el violinista Robert Zimansky i el violoncel·lista Jan Polasek; van tocar durant 20 anys.
A finals de la dècada de 1990, un ictus el va deixar sense utilitzar la mà i el braç dret. Malgrat una àmplia rehabilitació, no va poder tornar a la seva actuació o gravació habituals. No obstant això, durant un temps va donar concerts de música per a esquerrans.

Ponti va morir a Garmisch-Partenkirchen el 17 d'octubre de 2022, als 84 anys.

## Enregistraments
Ponti va començar a gravar l'any 1961, Jeux d'eau de Ravel i Alborada del gracioso per a Christophorus i Wanderer-Fantasie de Schubert i Variacions Heroica de Beethoven.
Ponti es va destacar pels seus amplis enregistraments del repertori romàntic desconegut als segells Vox i Candide. Va gravar una sèrie de concerts, molts dels quals no s'havien gravat maig abans, i alguns dels quals no s'han enregistrat des d'aleshores. La sèrie amb Vox d'uns 50 enregistraments va començar el 1968 amb un enregistrament del Concert per a piano núm. 3 i alguns estudis d'Ignaz Moscheles, seguits el mateix mes pel Concert i estudis per a piano d'Adolf von Henselt. Va ser el primer a gravar el Concerto da camera núm. 2 de Charles-Valentin Alkan el 1979. Entre els compositors de la sèrie també hi havia Mili Balàkirev, Moritz Moszkowski, Hans Bronsart von Schellendorff, Clara Schumann i Sigismund Thalberg. Va incloure obres d'Eugen d'Albert, William Berwald, Aleksandr Glazunov, Hermann Goetz, Ferdinand Hiller, Henry Litolff, Sergei Lyapunov, Nikolai Médtner, Joachim Raff, Carl Reinecke, Anton Rubinstein, Xaver Scharwenka, Christian Sinding, Bernhard Stavenhagen i Carl Tausig. A més, va ser el primer a gravar la música de piano completa de Skriabin, gran part de la qual no estava disponible aleshores, encara que des d'aleshores ha estat gravada per Vladímir Aixkenazi, Piers Lane i altres. Va ser novament el primer a gravar la música de piano completa de Txaikovski i Serguei Rakhmàninov.
Amb el Trio Ponti-Zimansky-Polasek, va gravar música de cambra de Mozart, Beethoven, Brahms, Dvořák, Mendelssohn, Saint-Saëns, Xostakovitx i Txaikovski. Va ser l'acompanyant de Dietrich Fischer-Dieskau en un enregistrament de cançons de Charles Ives.
La seva producció ascendeix a més de 80 discos, i molts dels seus enregistraments han estat reeditats en CD, com set volums de The Romantic Piano Concerto.